# Ґідеон Саар
Ґідео́н Са́ар (івр. גדעון סער; нар. 9 грудня 1966) — ізраїльський політик, депутат Кнесету 16-го, 17-го, 18-го и 19-го скликань. Міністр юстиції Ізраїлю в уряді Нафталі Бенета (2021—2022). Міністр освіти Ізраїлю (2009—2013), міністр внутрішніх справ Ізраїлю у третьому уряді Нетаньягу (2013—2014), Міністр закордонних справ Ізраїлю у уряді Нетаньягу (з 2024 року).
Ґедеон Моше Зарічанський (згодом змінив прізвище на Саар) народився у Тель-Авіві. Його мати, Брурія з бухарських євреїв, а батько Шмуель Зарічанський іммігрував до Ізраїлю з Аргентини у середині 1960-х років, оселився у Сде-Бокер й став особистим лікарем Давида Бен-Гуріона.
Ґедеон має брата й сестру.